# 安和里 (高雄市)
安和里為台灣高雄市三民區下轄之一里，位於高雄後火車站一帶。該里有21鄰，1,233餘戶，人口2,853人。

## 歷史
安和里位於高雄後火車站一帶，二戰後整編為安東里，於1977年行政區擴增劃分為安和里。